# East Cowton
East Cowton är en ort och civil parish i Storbritannien.   Den ligger i grevskapet North Yorkshire och riksdelen England, i den centrala delen av landet, 300 km norr om huvudstaden London. East Cowton ligger 46 meter över havet och antalet invånare är 533.
Terrängen runt East Cowton är platt, och sluttar österut. Runt East Cowton är det ganska tätbefolkat, med 67 invånare per kvadratkilometer. Närmaste större samhälle är Darlington, 11,3 km norr om East Cowton. Trakten runt East Cowton består till största delen av jordbruksmark.